# Casa Elias
La Casa Elias és un monument del municipi de Tarragona protegit com a bé cultural d'interès local.

## Descripció
Edifici de planta baixa i dos pisos. Façana al c/ de les Coques i al c/ Arc de Sant Llorenç. Cal destacar un ampli pati interior amb escala d'accés al primer pis.

## Història
L'arquebisbe de Tarragona Bernard d'Olivella creà el 1274 tres dignitats a fi d'augmentar el prestigi i la importància del capítol cardenalici. Una d'elles, la d'Ardiaca de Vilaseca, residí al passeig de les Coques. Al núm. 11 del mateix carrer tingué la seva residència-museu l'ardiaca Ramon Foguet i Foraster, bibliòfil i antiquari notable. Suprimida aquesta dignitat pel concordat del 1851, l'edifici passà a ser propietat particular de la família Elias. Essent propietari Antoni Elias i Buxadé, el 1918 es restaurà i s'hi construí una fornícula al damunt de la porta de l'entrada, en la qual es col·locà una imatge del Sagrat Cor, obra de l'arquitecte tarragoní Josep Mª Jujol, que fou destruïda durant la guerra del 36.